# Aromas de Montserrat

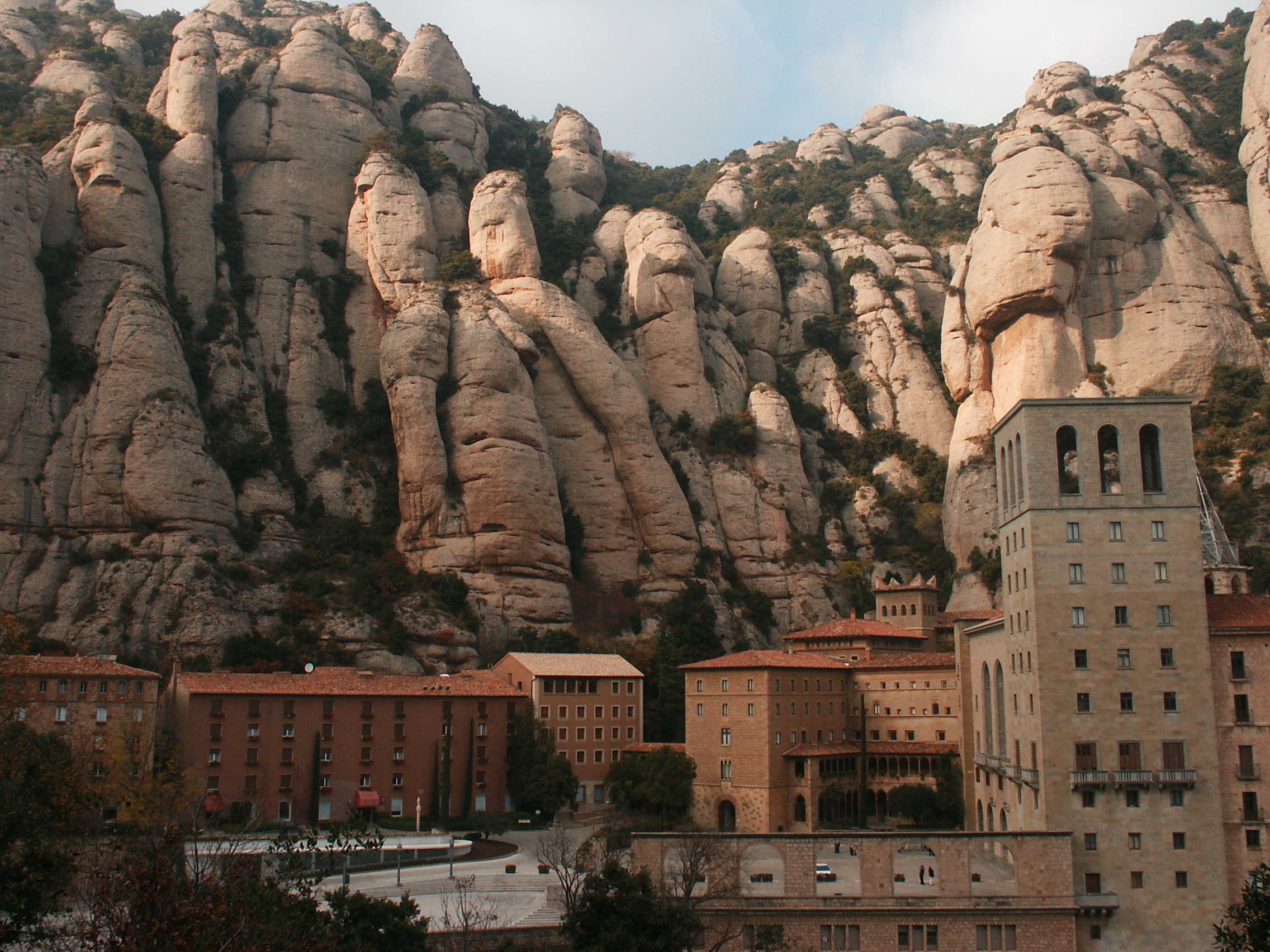
Monasterio de Montserrat.

Los Aromas de Montserrat (en catalán Aromes de Montserrat) son un licor de hierbas destilado de 31° de graduación alcohólica, que se elabora a partir de agua, azúcar, alcohol y doce hierbas, entre las que se encuentran el tomillo, el enebro, la lavanda, la canela, el clavo y el cilantro. 

## Historia
Según la tradición el licor fue inventado por los monjes benedictinos, del Monasterio de Montserrat, a partir de hierbas de la montaña de Montserrat, con la intención de utilizarlo como remedio estomacal. Lo cierto es que su origen es en parte incierto, pero se conoce que se utiliza la misma técnica de elaboración desde hace 200-300 años.
En un principio la producción se destinaba el consumo propio y al de los peregrinos que visitaban el monasterio, pero dada la creciente popularidad que obtuvo por sus propiedades estomacales se empezó a comercializar.